# Teorema de Laplace
El  teorema de Laplace  (també conegut com a  expansió de Laplace  o  desenvolupament de Laplace ), així anomenat en honor del matemàtic francès homònim un teorema matemàtic que permet simplificar el càlcul de determinants en matrius d'elevades dimensions per mitjà de descompondre'l en la suma de determinants menors.
El teorema afirma que el determinant d'una matriu és igual a la suma dels determinants dels adjunts de qualsevol fila o columna de la matriu, la qual cosa redueix un determinant de dimensió n en determinants de dimensió n-1. Aplicat de manera successiva, permet arribar a matrius 3x3 (amb el qual es pot aplicar la regla de Sarrus) o 2x2 (en el qual el determinant és el producte de la diagonal principal menys el de la secundària).
Es pot optimitzar els càlculs aplicant la regla de Chio i fent zeros el que redueix el nombre de determinants de rang inferior a calcular.

## Conceptes previs
Abans d'afrontar el càlcul de determinants pel teorema de Laplace, anem a veure alguns conceptes necessaris per al seu desenvolupament.

### Matriu quadrada
Una matriu en la qual nombre de files sigui igual al de columnes, s'anomena matriu quadrada, si el nombre de files i de columnes és  n , es denomina matriu  n × n  o matriu quadrada d'ordre  n .
{\displaystyle A={\begin{pmatrix}a_{1,1}&a_{1,2}&\cdots &a_{1,n}\\a_{2,1}&a_{2,2}&\cdots &a_{2,n}\\\vdots &&\ddots &\vdots \\a_{n,1}&a_{n,2}&\cdots &a_{n,n}\end{pmatrix}}}

### Determinant d'una matriu
Es diu determinant d'una matriu quadrada d'ordre  n , els termes pertanyen al cos  K , a escalar que s'obté en sumar tots els diferents productes de  n  elements, que es poden formar amb els elements de la matriu, de manera que en cada producte figurin elements de totes les files i totes les columnes de la matriu, a cada producte se li assigna el signe: (), si la permutació dels subíndexs de files de seus elements és de la mateixa classe que la permutació dels subíndexs de les columnes i el signe: (-) si les permutacions són de diferent classe.
{\displaystyle \det(A)={\begin{vmatrix}a_{1,1}&a_{1,2}&\cdots &a_{1,n}\\a_{2,1}&a_{2,2}&\cdots &a_{2,n}\\\vdots &&\ddots &\vdots \\a_{n,1}&a_{n,2}&\cdots &a_{n,n}\end{vmatrix}}}

### Menor complementari
Partint d'una matriu quadrada:  A , d'ordre  n , es diu menor complementari de l'element {\displaystyle a_{ij}\;}, i ho representem {\displaystyle \alpha _{ij}\;} al determinant de la matriu quadrada d'ordre  n-1  que resulta d'eliminar de la matriu  A  la fila  i  i la columna  j .
Donada la matriu quadrada d'ordre 5:
{\displaystyle A={\begin{pmatrix}a_{1,1}&a_{1,2}&a_{1,3}&a_{1,4}&a_{1,5}\\a_{2,1}&a_{2,2}&a_{2,3}&a_{2,4}&a_{2,5}\\a_{3,1}&a_{3,2}&a_{3,3}&a_{3,4}&a_{3,5}\\a_{4,1}&a_{4,2}&a_{4,3}&a_{4,4}&a_{4,5}\\a_{5,1}&a_{5,2}&a_{5,3}&a_{5,4}&a_{5,5}\end{pmatrix}}}
el menor complementari de l'element {\displaystyle a_{2,3}\;}, serà {\displaystyle \alpha _{2,3}\;}:
{\displaystyle \alpha _{2,3}={\begin{vmatrix}a_{1,1}&a_{1,2}&a_{1,4}&a_{1,5}\\a_{3,1}&a_{3,2}&a_{3,4}&a_{3,5}\\a_{4,1}&a_{4,2}&a_{4,4}&a_{4,5}\\a_{5,1}&a_{5,2}&a_{5,4}&a_{5,5}\end{vmatrix}}}
i el menor complementari de l'element {\displaystyle a_{2,2}\;}, serà {\displaystyle \alpha _{2,2}\;}:
{\displaystyle \alpha _{2,2}={\begin{vmatrix}a_{1,1}&a_{1,3}&a_{1,4}&a_{1,5}\\a_{3,1}&a_{3,3}&a_{3,4}&a_{3,5}\\a_{4,1}&a_{4,3}&a_{4,4}&a_{4,5}\\a_{5,1}&a_{5,3}&a_{5,4}&a_{5,5}\end{vmatrix}}}

### Adjunt d'un element
Es diu adjunt de l'element {\displaystyle a_{ij}\;} i es representa {\displaystyle A_{ij}\;} al determinant que resulta atribuir el signe: () el menor complementari {\displaystyle \alpha _{ij}\;} si  ij  és parell o el signe: (-) si  ij  és senar.
{\displaystyle A_{ij}=(-1)^{(i+j)}\;\alpha _{ij}}
Donada la matriu quadrada d'ordre 5:
{\displaystyle A={\begin{pmatrix}a_{1,1}&a_{1,2}&a_{1,3}&a_{1,4}&a_{1,5}\\a_{2,1}&a_{2,2}&a_{2,3}&a_{2,4}&a_{2,5}\\a_{3,1}&a_{3,2}&a_{3,3}&a_{3,4}&a_{3,5}\\a_{4,1}&a_{4,2}&a_{4,3}&a_{4,4}&a_{4,5}\\a_{5,1}&a_{5,2}&a_{5,3}&a_{5,4}&a_{5,5}\end{pmatrix}}}
l'adjunt de l'element {\displaystyle a_{2,3}\;}, serà {\displaystyle A_{2,3}\;}:
{\displaystyle A_{2,3}=-{\begin{vmatrix}a_{1,1}&a_{1,2}&a_{1,4}&a_{1,5}\\a_{3,1}&a_{3,2}&a_{3,4}&a_{3,5}\\a_{4,1}&a_{4,2}&a_{4,4}&a_{4,5}\\a_{5,1}&a_{5,2}&a_{5,4}&a_{5,5}\end{vmatrix}}}
i l'adjunt de l'element {\displaystyle a_{2,2}\;}, serà {\displaystyle A_{2,2}\;}:
{\displaystyle A_{2,2}=+{\begin{vmatrix}a_{1,1}&a_{1,3}&a_{1,4}&a_{1,5}\\a_{3,1}&a_{3,3}&a_{3,4}&a_{3,5}\\a_{4,1}&a_{4,3}&a_{4,4}&a_{4,5}\\a_{5,1}&a_{5,3}&a_{5,4}&a_{5,5}\end{vmatrix}}}

## Cas general
Partint d'una matriu quadrada de grau  n , segons el teorema de Laplace el valor del seu determinant és igual a la suma dels productes dels elements d'una fila o columna pels seus adjunts, així prenent una fila  f  qualssevol l' determinant és:
{\displaystyle \det(A)=\sum _{j=1}^{n}a_{f,j}\;A_{f,j}}
I prenent una columna  c , serà:
{\displaystyle \det(A)=\sum _{i=1}^{n}a_{i,c}\;A_{i,c}}

### Funció recursiva per al càlcul del determinant d'una matriu
Podem concloure amb una Funció recursiva per al càlcul del determinant, sabent que el valor del determinant d'una matriu d'ordre un és l'únic element d'aquesta matriu, i el d'una matriu d'ordre superior a un és la suma de cadascun dels elements d'una fila o columna pels Adjunts a aquest element, com en la funció recursiva s'empra la mateixa funció definida al càlcul ho farem per Menor complementari, un exemple desenvolupat per la primera fila seria aquest:
{\displaystyle \det(A_{j,j})=\left\{{\begin{array}{llcl}si&j=1&\to &a_{1,j}\\\\si&j>1&\to &\sum _{k=1}^{j}\;(-1)^{(1+k)}\cdot a_{1,k}\cdot \det(\alpha _{1,k})\end{array}}\right.}

## Matriu 3 × 3
Partint d'una matriu 3 × 3:
{\displaystyle M={\begin{pmatrix}a_{11}&a_{12}&a_{13}\\a_{21}&a_{22}&a_{23}\\a_{31}&a_{32}&a_{33}\end{pmatrix}}}
Per calcular el determinant pels adjunts de la primera fila:
{\displaystyle \det(M)={\begin{vmatrix}a_{11}&a_{12}&a_{13}\\a_{21}&a_{22}&a_{23}\\a_{31}&a_{32}&a_{33}\end{vmatrix}}=a_{11}{\begin{vmatrix}a_{22}&a_{23}\\a_{32}&a_{33}\end{vmatrix}}-a_{12}{\begin{vmatrix}a_{21}&a_{23}\\a_{31}&a_{33}\end{vmatrix}}+a_{13}{\begin{vmatrix}a_{21}&a_{22}\\a_{31}&a_{32}\end{vmatrix}}}
Desenvolupant els determinants 2 * 2, tindrem:
{\displaystyle \det(M)={\begin{vmatrix}a_{11}&a_{12}&a_{13}\\a_{21}&a_{22}&a_{23}\\a_{31}&a_{32}&a_{33}\end{vmatrix}}=a_{11}(a_{22}a_{33}-a_{23}a_{32})-a_{12}(a_{21}a_{33}-a_{23}a_{31})+a_{13}(a_{21}a_{32}-a_{22}a_{31})}
Eliminant els parèntesis, tenim:
{\displaystyle \det(M)={\begin{vmatrix}a_{11}&a_{12}&a_{13}\\a_{21}&a_{22}&a_{23}\\a_{31}&a_{32}&a_{33}\end{vmatrix}}=a_{11}a_{22}a_{33}-a_{11}a_{23}a_{32}-a_{12}a_{21}a_{33}+a_{12}a_{23}a_{31}+a_{13}a_{21}a_{32}-a_{13}a_{22}a_{31}}
Que podem ordenar, per presentar en la forma usual de la Regla de Sarrus:
{\displaystyle \det(M)={\begin{vmatrix}a_{11}&a_{12}&a_{13}\\a_{21}&a_{22}&a_{23}\\a_{31}&a_{32}&a_{33}\end{vmatrix}}=a_{11}a_{22}a_{33}+a_{12}a_{23}a_{31}+a_{13}a_{21}a_{32}-a_{11}a_{23}a_{32}-a_{12}a_{21}a_{33}-a_{13}a_{22}a_{31}}

## Producte vectorial
Un cas concret de l'aplicació del Teorema de Laplace és el Producte vectorial, partint de dos vectors  o  i  v :
{\displaystyle {\vec {u}}=u_{x}\mathbf {i} +u_{y}\mathbf {j} +u_{z}\mathbf {k} }
{\displaystyle {\vec {v}}=v_{x}\mathbf {i} +v_{y}\mathbf {j} +v_{z}\mathbf {k} }
el producte vectorial d'ambdós és un altre vector:
{\displaystyle {\vec {w}}={\vec {u}}\times {\vec {v}}}
Que es calcula amb el determinant:
{\displaystyle {\vec {w}}={\vec {u}}\times {\vec {v}}={\begin{vmatrix}\mathbf {i} &\mathbf {j} &\mathbf {k} \\u_{x}&u_{y}&u_{z}\\v_{x}&v_{y}&v_{z}\\\end{vmatrix}}}
Desenvolupat pel Teorema de Laplace:
{\displaystyle {\vec {w}}={\vec {u}}\times {\vec {v}}={\begin{vmatrix}\mathbf {i} &\mathbf {j} &\mathbf {k} \\u_{x}&u_{y}&u_{z}\\v_{x}&v_{y}&v_{z}\\\end{vmatrix}}=\mathbf {i} \;{\begin{vmatrix}u_{y}&u_{z}\\v_{y}&v_{z}\end{vmatrix}}-\mathbf {j} \;{\begin{vmatrix}u_{x}&u_{z}\\v_{x}&v_{z}\end{vmatrix}}+\mathbf {k} \;{\begin{vmatrix}u_{x}&u_{y}\\v_{x}&v_{y}\end{vmatrix}}}